# Shaft's Big Score
Shaft's Big Score er en amerikansk blaxploitationfilm fra 1972 instrueret af Gordon Parks og med Richard Roundtree i titelrollen som John Shaft, ligesom den forrige film i Shaft-serien, Shaft fra 1971. Filmen blev i 1973 efterfulgt af Shaft in Africa.

## Medvirkende
- Richard Roundtree
- Moses Gunn
- Drew Bundini Brown
- Joseph Mascolo
- Julius Harris
- Joe Santos

## Ekstern henvisning
- Shaft's Big Score på Internet Movie Database (engelsk)
- Shaft's Big Score på Scope
- Shaft's Big Score i Svensk Filmdatabas (svensk)
- Shaft's Big Score på AlloCiné (fransk)
- Shaft's Big Score på MovieMeter (nederlandsk)
- Shaft's Big Score på AllMovie (engelsk)
- Shaft's Big Score hos American Film Institute (engelsk)
- Shaft's Big Score på Turner Classic Movies (engelsk)
- Shaft's Big Score på The Movie Database (engelsk)
- Shaft's Big Score på Rotten Tomatoes (engelsk)